# Kossuth (Misisipi)
Kossuth es una villa del Condado de Alcorn, Misisipi, Estados Unidos. Según el censo de 2000 tenía una población de 170 habitantes y una densidad de población de 68.4 hab/km².

## Demografía
Según el censo de 2000, había 170 personas, 73 hogares y 57 familias residiendo en la localidad. La densidad de población era de 68,4 hab./km². Había 77 viviendas con una densidad media de 31,0 viviendas/km². El 98,82% de los habitantes eran blancos, el 0,00% afroamericanos, el 0,59% amerindios y el 0,59% pertenecía a dos o más razas. El 3,53% de la población eran hispanos o latinos de cualquier raza.
Según el censo, de los 73 hogares en el 26,0% había menores de 18 años, el 74,0% pertenecía a parejas casadas, el 1,4% tenía a una mujer como cabeza de familia, y el 21,9% no eran familias. El 20,5% de los hogares estaba compuesto por un único individuo, y el 11,0% pertenecía a alguien mayor de 65 años viviendo solo. El tamaño promedio de los hogares era de 2,33 personas y el de las familias de 2,67.
La población estaba distribuida en un 18,2% de habitantes menores de 18 años, un 4,7% entre 18 y 24 años, un 25,9% de 25 a 44, un 34,7% de 45 a 64, y un 16,5% de 65 años o mayores. La media de edad era 46 años. Por cada 100 mujeres había 109,9 hombres. Por cada 100 mujeres de 18 años o más, había 98,6 hombres.
Los ingresos medios por hogar en la localidad eran de 38.750 dólares ($), y los ingresos medios por familia eran 40.714 $. Los hombres tenían unos ingresos medios de 29.875 $ frente a los 23.750 $ para las mujeres. La renta per cápita para la ciudad era de 21.131 $. El 3,2% de la población y el 2,9% de las familias estaban por debajo del umbral de pobreza. El 9,1% de los habitantes de 65 años o más vivían por debajo del umbral de pobreza.

## Geografía
Según la Oficina del Censo de los Estados Unidos, la localidad tiene un área total de 2,5 km², todos ellos correspondientes a tierra firme.